# Émondage

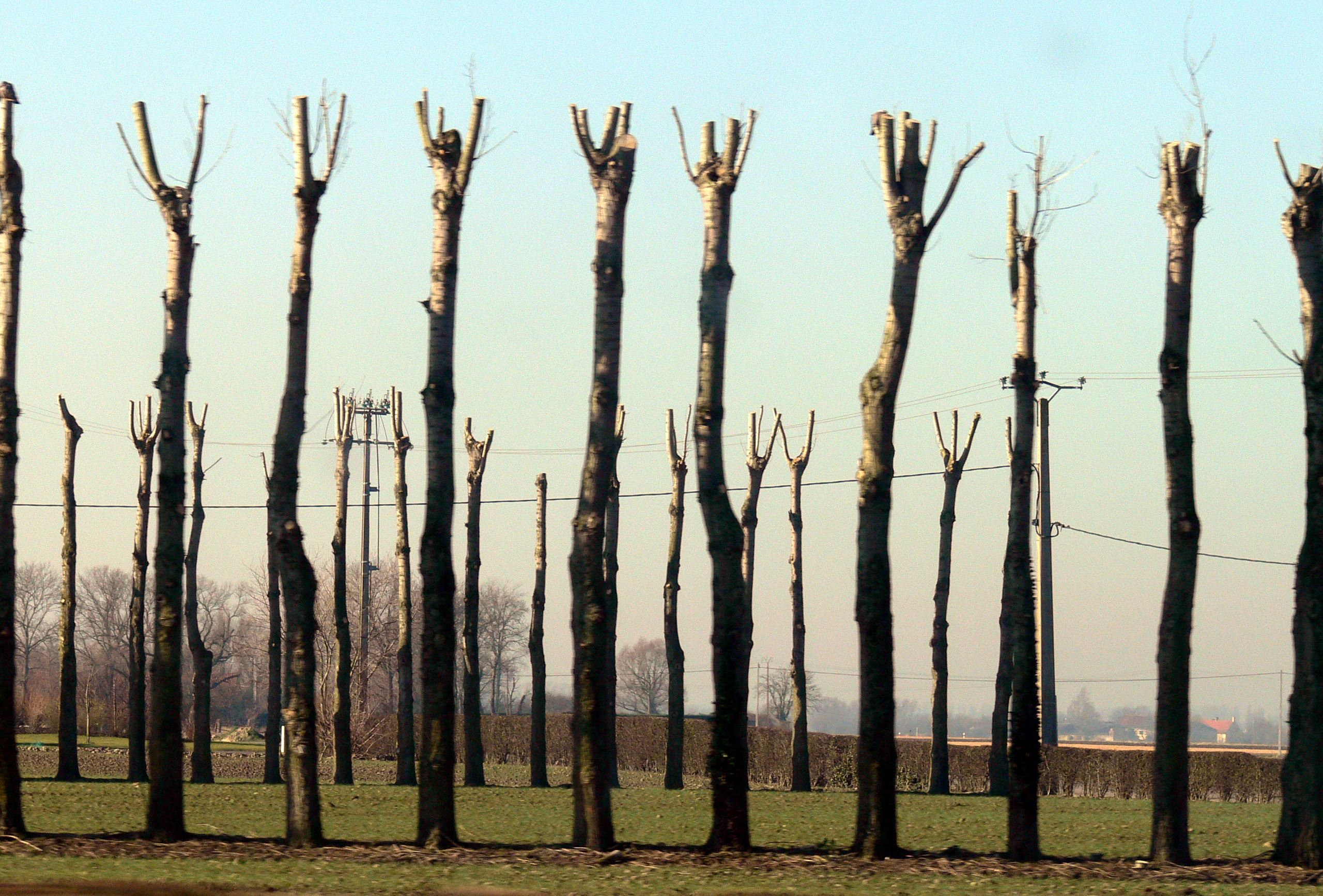
Alignements d'arbres étêtés en bordure de propriété privée, dans le Pas-de-Calais, dans le Nord de la France.

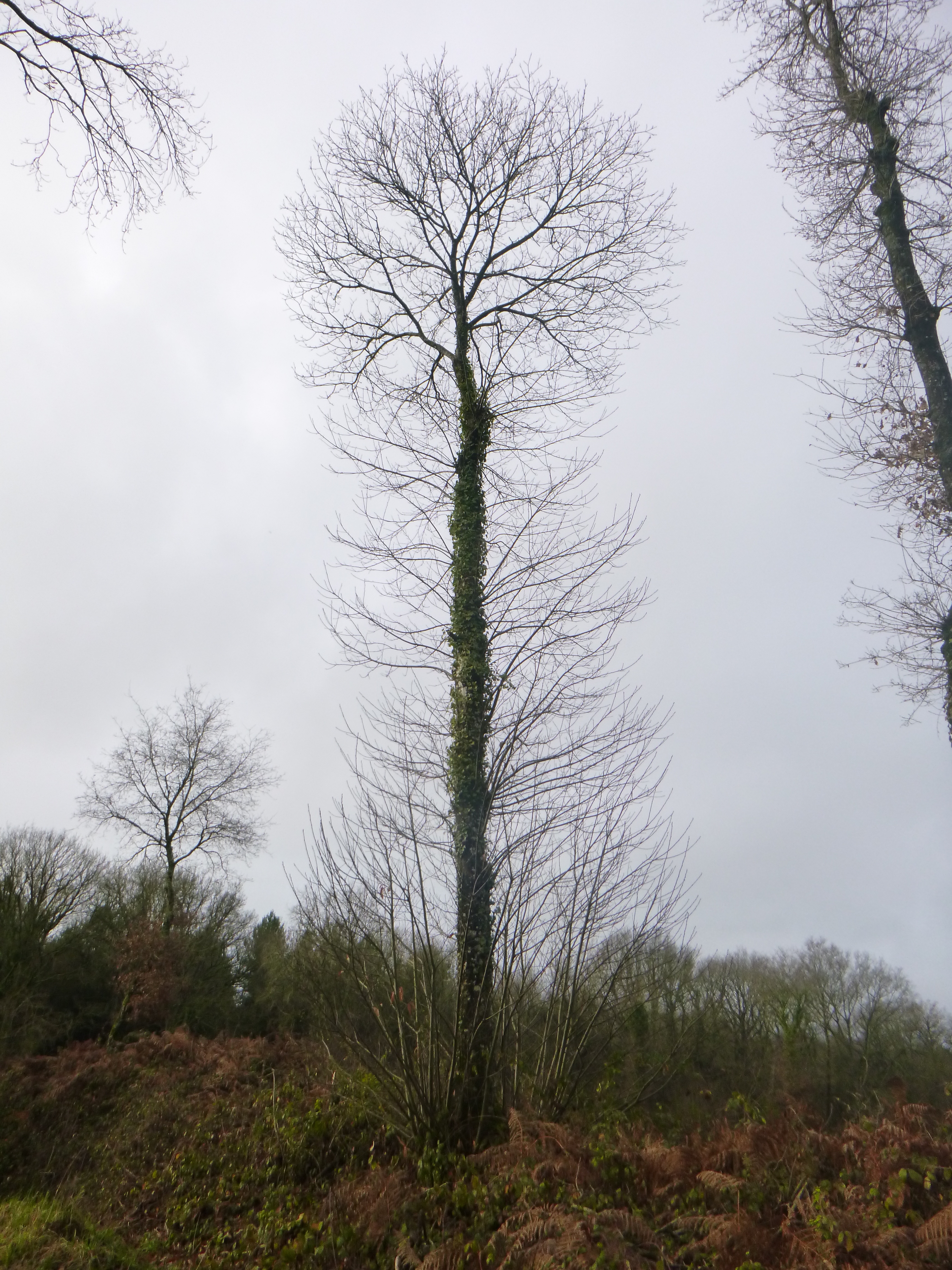
Châtagnier sur talus, trois ou quatre ans après émondage en Bretagne. Présence de nombreuses repousses latérales.

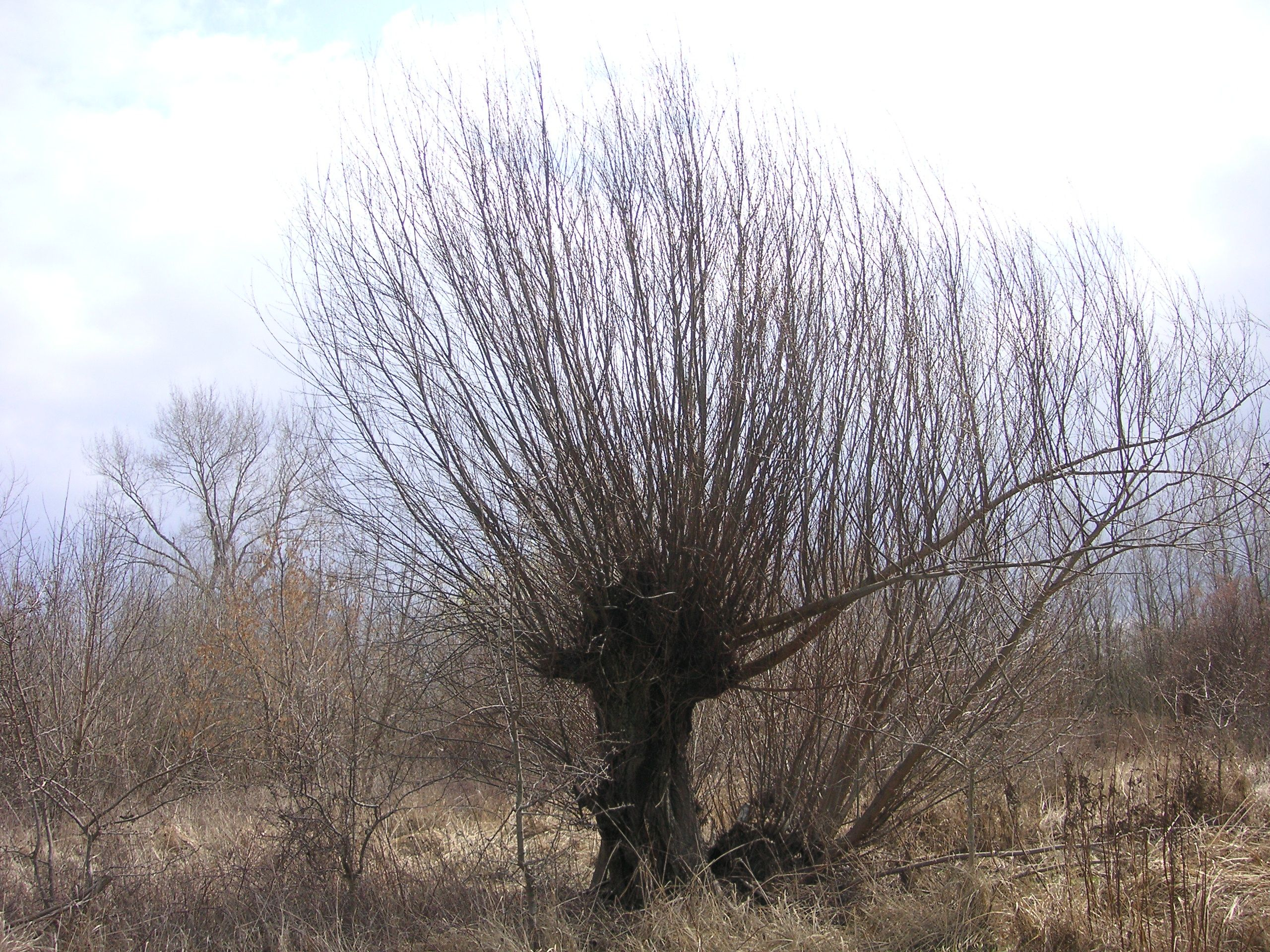
Un saule (Salix viminalis) étêté prêt à être émondé pour être entretenu en saule têtard.

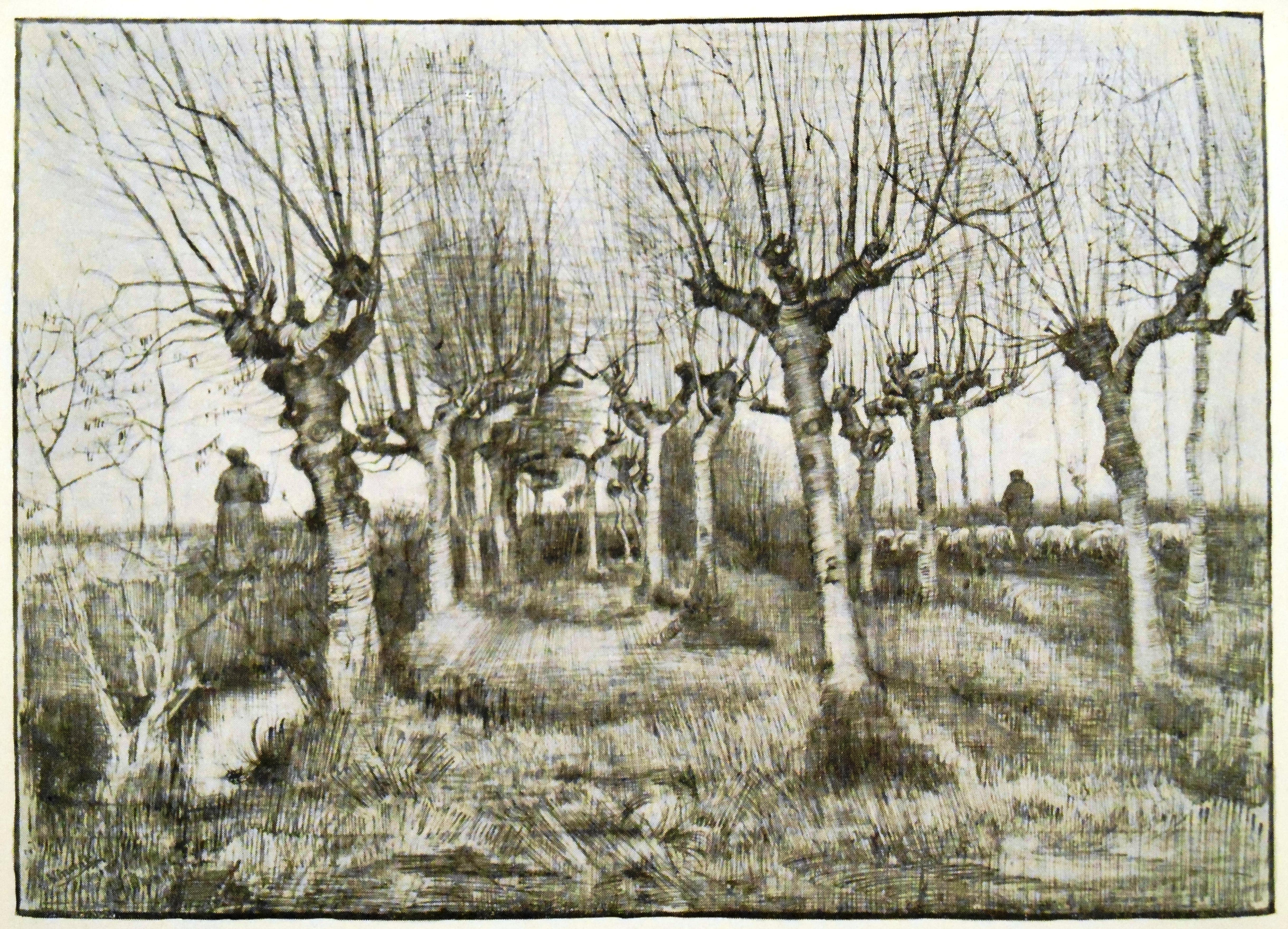
Vincent Van Gogh - Trognes et bergers (1884).

L'émondage (du latin emundare, « nettoyer ») est une taille d'entretien courant qui consiste à supprimer les pousses herbacées, les jeunes rameaux ligneux et branches basses latérales (appelées émondes, elles caractérisent l’arbre d'émonde) d'un arbuste ou d'un arbre, et parfois raccourcir les branches de la cime voire étêter l'arbre. Cette taille, qui se pratique souvent sur des arbres isolés ou émergents du bocage (arbres de haut jet), provoque souvent l'apparition de « gourmands » sur le tronc qui formeront de nouvelles branches qu'il faudra à nouveau couper.
Cette technique peut avoir des buts opposés : soit provoquer la naissance accélérée de nouveaux et nombreux rejets latéraux afin de produire des fagots ou des échalas, ou favoriser le développement du feuillage ; soit, au contraire, obtenir un tronc rectiligne et sans branches (à l'instar de l'élagage naturel) par la suppression systématique de toute ramification latérale.
Si l'arbre survit au traitement, il produit un bois de tronc plus dur que la normale, fournissant des poutres qui ne se cintrent pas.

L'émondage est souvent associé au bocage ; en France, les manoirs normands et bretons possèdent des poutres qui proviennent souvent d'arbres émondés.

## Technique
L'émondage se distingue de l'élagage (taille exceptionnelle consistant en un ébranchage) par la récolte et l'utilisation qui est faite des bois taillés. Toutes les branches latérales sont récoltées au ras de tronc en laissant le bourrelet cicatriciel. L'arbre recouvrira progressivement la plaie et de ces bourrelets sortiront de nouvelles branches à partir de bourgeons dormants. Quelques bourgeons dormants présents sous l'écorce du tronc émergeront également donnant de nouvelles branches.

Le bois et les branches coupées (tous les 7 ou 9 ans environ) peuvent être exploités pour produire par exemple du combustible, du fourrage pour les animaux ou de l’osier pour la vannerie (saules et peupliers) ou encore pour la confection de haies plessées.
Un arbre émondé et étêté à faible hauteur est appelé trogne ou « têtard » en raison de sa forme (un tronc rectiligne terminé par une grosse tête d'où partent tous les rejets).
Les « arbres d'émonde » étaient et sont encore souvent choisis parmi les arbres de haies ou d'alignement : charme, chêne, frêne, orme, peuplier, saule.
Le feuillage et les rameaux d'arbres d'émonde (orme, frêne) donnent un fourrage pour le bétail, par émondage ou par abroutissement direct. Le recépage en hauteur du tronc met hors de portée des herbivores les rejets voués à devenir des objets ou outils en bois divers selon les régions, les époques et les essences d’arbres.

## Tradition
Dans les pays de bocage, le travail était organisé en rotation. Chaque hiver, les paysans entretenaient le talus d'une haie et émondaient une parcelle différente. Une tradition de l’émondage existait pour les fermiers et métayers, locataires des grandes exploitations domaniales des propriétaires terriens (propriétaires bourgeois, seigneurs ou non, qui donnaient en bail et parfois même en métayage des terres). Ces baux ruraux autorisaient les exploitants agricoles à récolter le bois d’émonde et les fagots, tandis que le tronc de l’arbre (partie noble qui servait notamment à faire du bois d'œuvre) restait propriété du loueur. Autrefois en Auvergne, les propriétaires exploitants et les fermiers émondaient les frênes à la fin de l'été : les vaches et les veaux étaient friands de manger les feuilles des branches ainsi coupées.

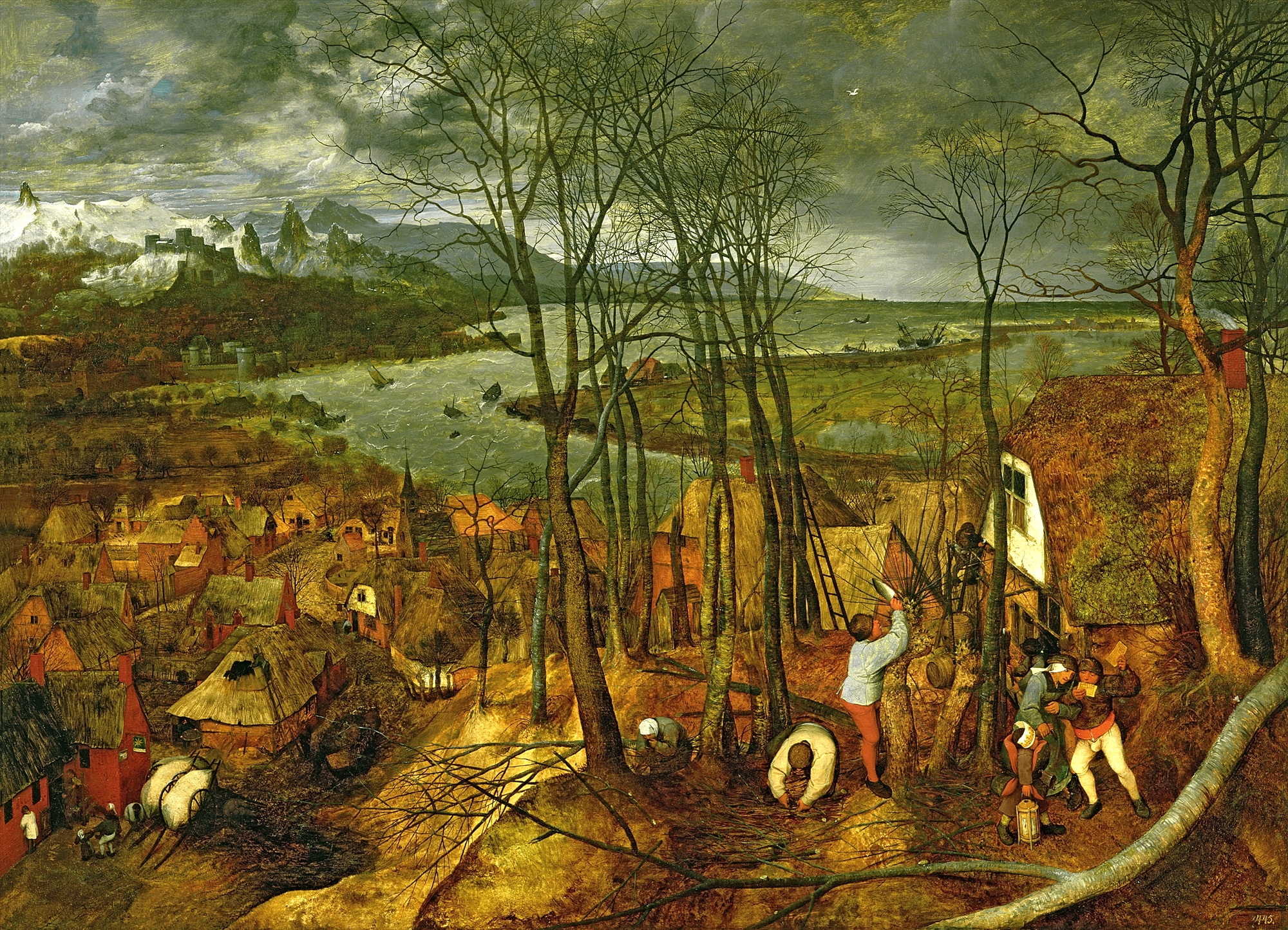
La Journée sombre, tableau de Pieter Bruegel l'Ancien (1565) représentant une scène d'émondage et de ramassage de branches fraîchement coupées sur la colline à flanc de coteau.